# Leptoxis clipeata
†Leptoxis clipeata là một loài ốc nước ngọt có mang và nắp động vật chân bụng trong họ Pleuroceridae. Đây là loài đặc hữu của Hoa Kỳ.